# ألبرت مولر
ألبرت مولر هو رسام سويسري، ولد في 29 نوفمبر 1897 في بازل في سويسرا، وتوفي في 14 ديسمبر 1926 في Valle di Muggio ‏ في سويسرا.

## معرض صور

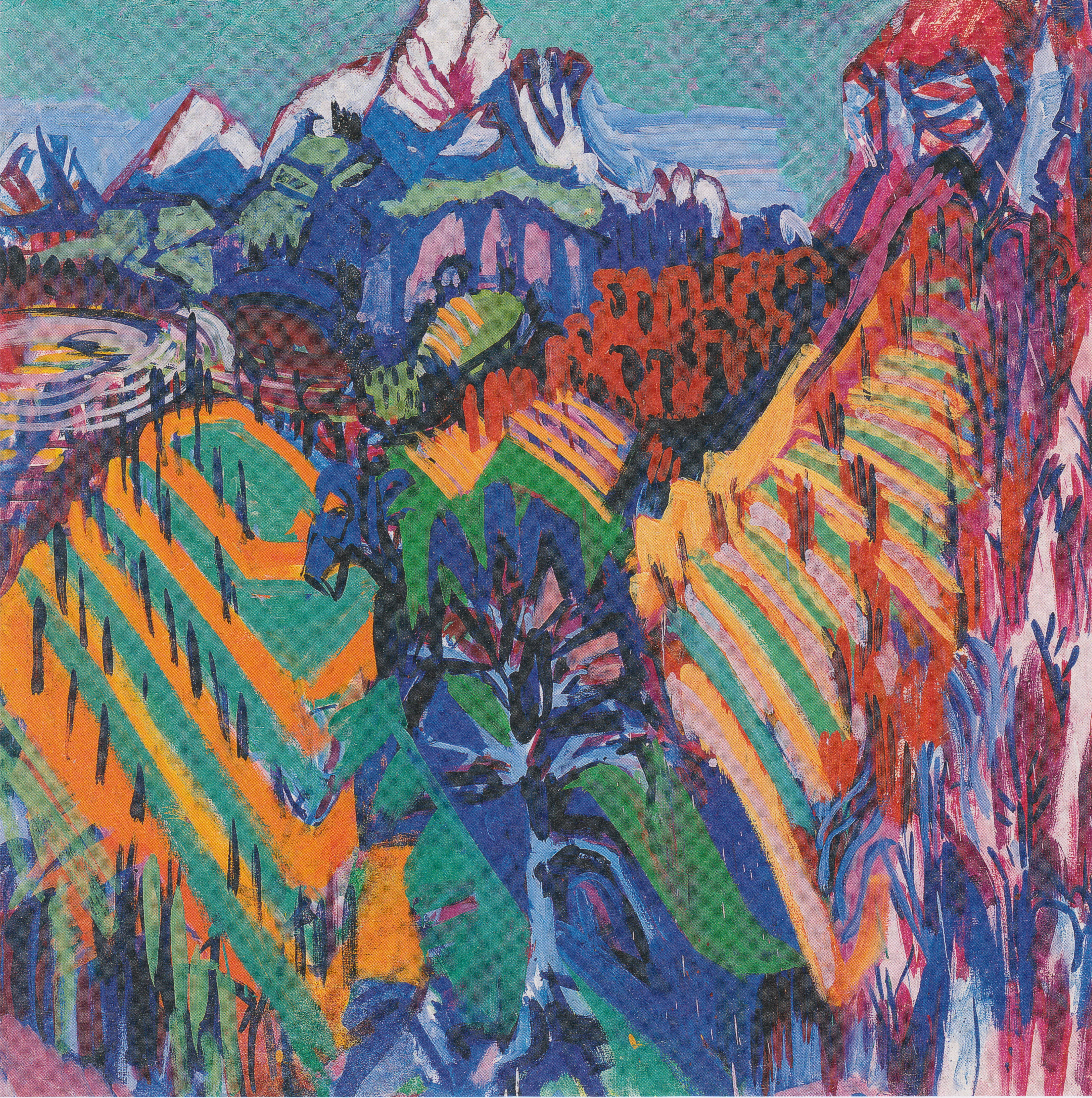
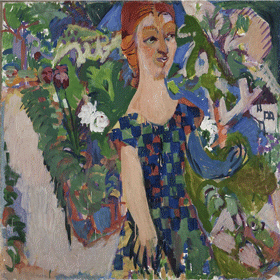
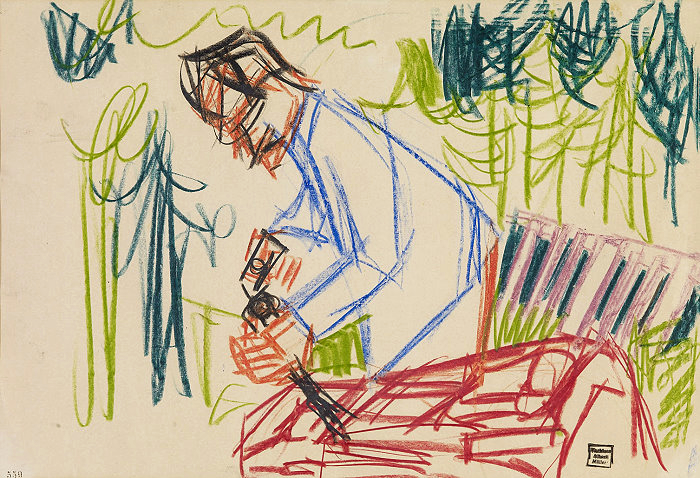
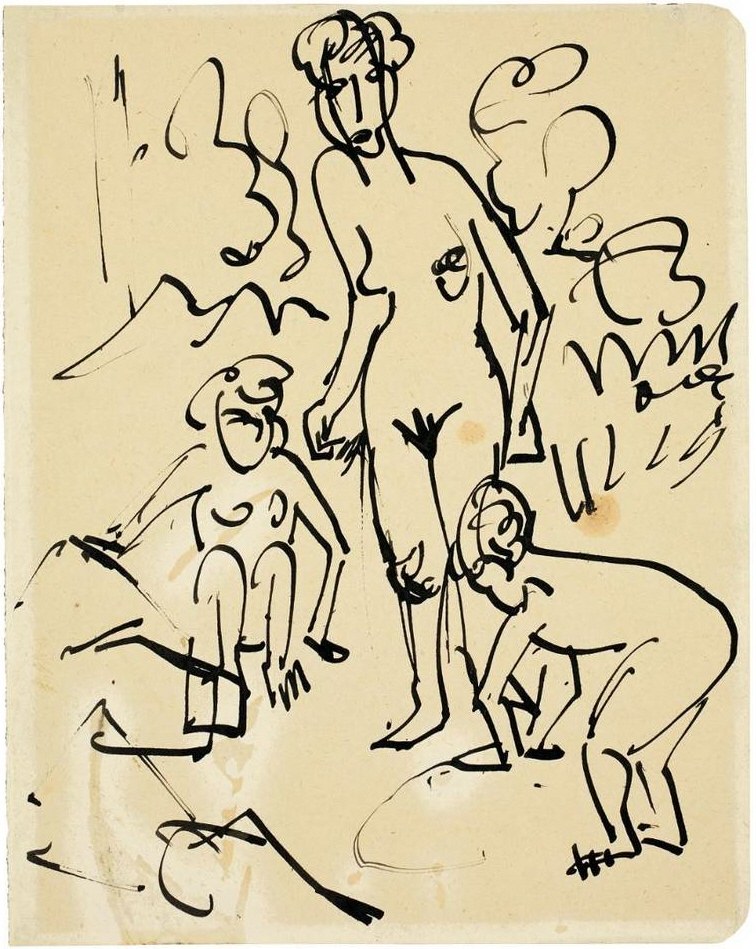